# Jukka Nevalainen

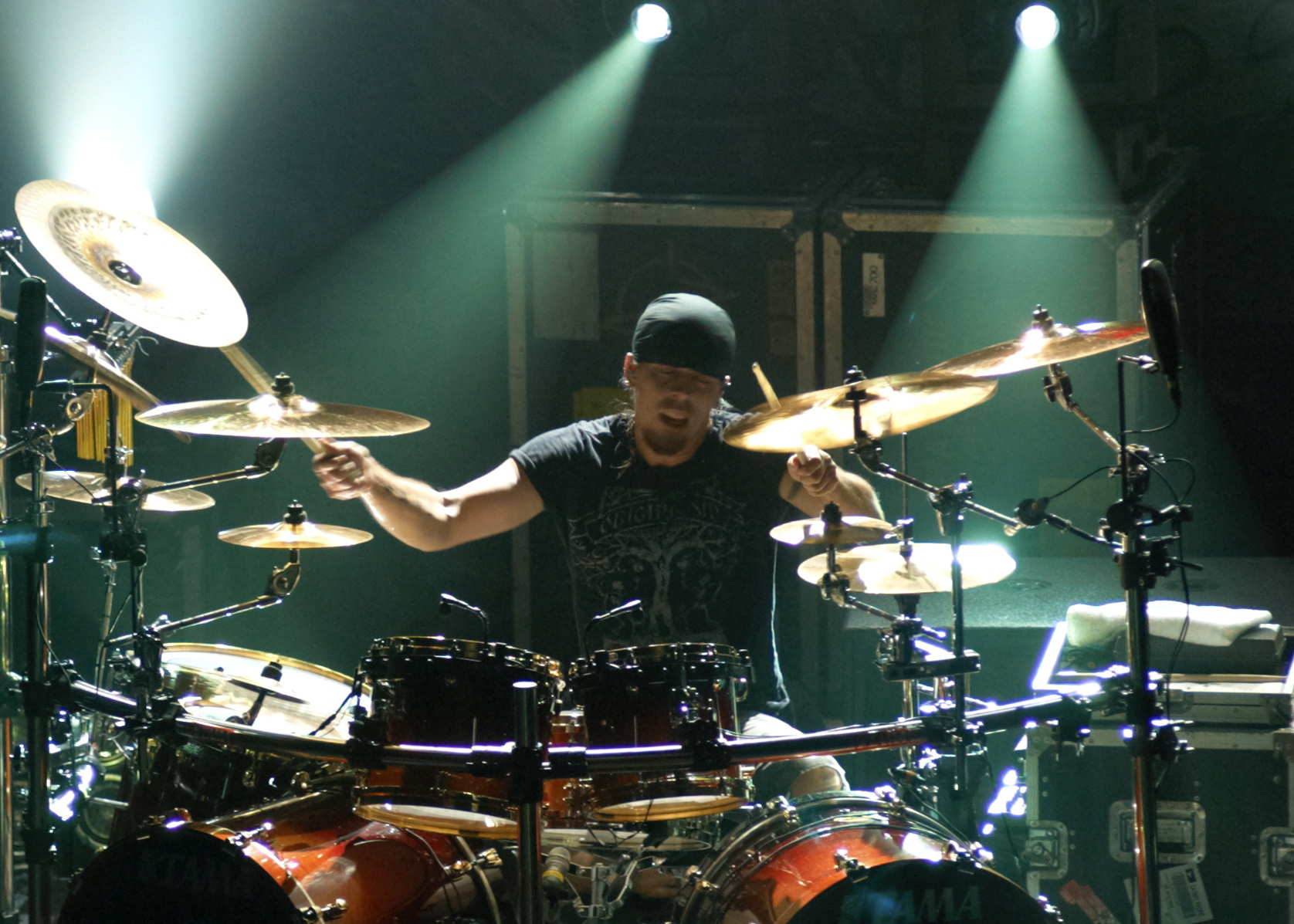
Jukka Nevalainen, 2008

Jukka „Julius“ Nevalainen (* 21. April 1978 in Kitee, Finnland) ist ein finnischer Schlagzeuger. Bekannt wurde er mit der finnischen Symphonic-Metal-Band Nightwish.

## Biografie
Mit dem Schlagzeugspielen begann Jukka Nevalainen im Alter von elf Jahren, konnte jedoch nur selten üben, da er keinen Proberaum zur Verfügung hatte. Seine erste Band hieß „The Highway“, mit 15–16 Jahren trat er der ersten „richtigen“ Band bei, die mehrmals pro Woche probte. Nachdem er diese verlassen hatte, tat er sich mit Emppu Vuorinen zusammen, um mit ihm gemeinsam Musik zu machen. Gemeinsam mit ihm hatte Nevalainen einen festen Übungsraum, in welchem sie fast jeden Tag zusammen musizierten. Am Anfang war diese Musik meist finnischer Rock, jedoch gingen sie schnell zu einem härteren Stil über.
Im Alter von 17 Jahren wurde Jukka Nevalainen von Emppu Vuorinen dazu eingeladen, einem Musik-Projekt namens Nightwish beizutreten, das Vuorinen zuvor zusammen mit Tuomas Holopainen und Tarja Turunen gestartet hatte. Diese wollten ausprobieren, wie sich ihre Musik zusammen mit dem Schlagzeug anhören würde. Die Band Nightwish war gegründet, mit der er 1997 das erste Album Angels Fall First aufnahm.
Sein musikalisches Nebenprojekt, die Band Sethian, ruht derzeit (2010) fast komplett, da die Mitglieder mit deren Hauptbands beschäftigt sind.
Am 6. August 2014 gab Jukka bekannt, dass er aufgrund seiner andauernden Schlaflosigkeit bis auf weiteres alle Schlagzeugaktivitäten bei Nightwish, auch für die Aufnahmen des kommenden Albums Endless Forms Most Beautiful, ruhen lässt und nur noch hinter der Bühne die Band unterstützen wird. Eine Rückkehr als Schlagzeuger hielt er sich jedoch zunächst offen. Am 15. Juli 2019 wurde in einer Pressemitteilung bekanntgegeben, dass Jukka sich endgültig als Schlagzeuger der Band zurückziehen wird und seinen Stammplatz an Kai Hahto abgeben wird, der seit August 2014 die Position des Schlagzeugers zunächst temporär besetzt hatte. Seine Aktivitäten im Hintergrund will er jedoch weiter fortführen und die Band auf diese Weise weiter unterstützen.
Als musikalische Idole nannte Nevalainen Mike Portnoy, den Schlagzeuger der amerikanischen Progressive-Metal-Band Dream Theater und Jörg Michael, Schlagzeuger der finnischen Power-Metal-Band Stratovarius.

## Privatleben
Jukka Nevalainen lebt zusammen mit seiner Frau Satu Nevalainen und seinen drei Kindern (zwei Mädchen, ein Junge) in Joensuu, Finnland. Er ist Vegetarier.

## Equipment
- Schlagzeug: Tama Starclassic Maple Drums
- Becken: Paiste Cymbals
- Drumsticks: Pro Mark 5B Sticks